# August Falcke
August Falcke (* 8. Mai 1872 in Nürnberg; † September 1930 ebenda) war ein deutscher Maler.

## Leben

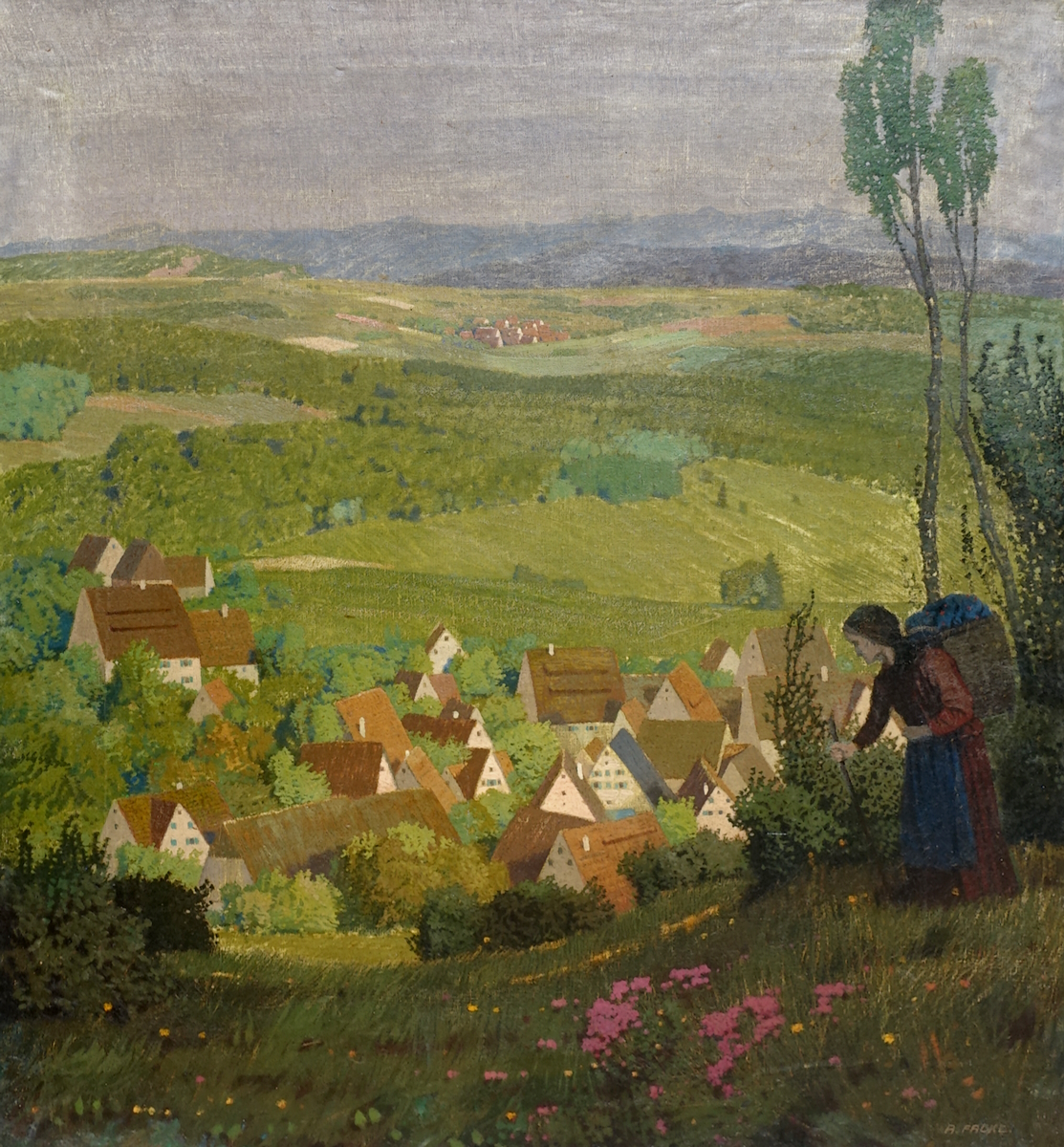
Dorf und Landschaft der Hersbrucker Alb – Gemälde von August Falcke

Kurzzeitig war Falcke Schüler an der Kunstgewerbeschule in Nürnberg, er studierte ab 1889 an der AdBK in München bei Johann Leonhard Raab, Friedrich August von Kaulbach und Otto Seitz. Anschließend war er zehn Jahre als Kirchenmaler in Westfalen und im Rheinland tätig. Etwa 1910 kehrte er nach Nürnberg zurück. Ab 1916 wohnte er in Oberkrumbach bei Hersbruck und ab 1922 in Fischbrunn. Ab 1927 berief man ihn zum Kustos, er wohnte im Dürerhaus in Nürnberg.
Falcke war ein Landschafts- und Genremaler, seine Landschaften zeigen unberührte fränkische Natur mit Wiesen, Bächen und Mühlen. Er war Mitglied der Nürnberger Kunstgenossenschaft.